# Winfield (Texas)
Winfield é uma cidade localizada no estado norte-americano de Texas, no Condado de Titus.

## Demografia
Segundo o censo norte-americano de 2000, a sua população era de 499 habitantes.
Em 2006, foi estimada uma população de 543, um aumento de 44 (8.8%).

## Geografia
De acordo com o United States Census Bureau tem uma área de
2,4 km², dos quais 2,4 km² cobertos por terra e 0,0 km² cobertos por água. Winfield localiza-se a aproximadamente 129 m acima do nível do mar.

## Localidades na vizinhança
O diagrama seguinte representa as localidades num raio de 24 km ao redor de Winfield.